# Sirotrema pusilla
Sirotrema pusilla är en svampart som beskrevs av Bandoni 1986. Sirotrema pusilla ingår i släktet Sirotrema och familjen Tremellaceae.   Inga underarter finns listade i Catalogue of Life.